# Lucea
Lucea är en parishhuvudort i Jamaica.   Den ligger i parishen Hanover, i den västra delen av landet, 150 km väster om huvudstaden Kingston. Lucea ligger 12 meter över havet och antalet invånare är 6 289. Den ligger på ön Jamaica.
Terrängen runt Lucea är platt åt sydväst, men åt sydost är den kuperad. Havet är nära Lucea åt nordväst. Runt Lucea är det ganska tätbefolkat, med 134 invånare per kvadratkilometer. Lucea är det största samhället i trakten. 